# Kozjanski odred
Kozjanski odred (tudi Kozjanski partizanski odred) je bila slovenska partizanska enota med drugo svetovno vojno ustanovljena 24. aprila 1944 nad vasjo Silovec.

## Ustanovitev in delovanje
Ob ustanovitvi je imel odred 2 bataljona, 3. so ustanovili 22. junija; 4. bataljon, ki je bil ustanovljen sredi septembra, pa je kmalu nato odšel v 14. divizijo.
Odred je 9. junija z zavzetjem nemške orožniške postaje v Jurkloštru uničil prvo sovražnikovo postojanko na Kozjanskem. Med 6. in 16. julijem je zavzel kar 10 sovražnikovih postojank in s tem izoblikoval prvo osvobojeno ozemlje na Kozjanskem, ki je bilo tisti čas edino večje osvobojeno ozrmlje na Štajerskem, ki pa se je z osvoboditvijo Kozjega,  Koprivnice in Podsrede septembra 1944 samo še razširilo. 
Od 142 borcev ob ustanovitvi odreda se je številčno stanje do avgusta povečalo na 1100 borcev, vendar pa je bilo samo okoli 350 oboroženih. V odredu so se veliko ukvarjali z mobilizacijo v NOV; od konca aprila do srede julija 1944 so na primer zbrali več kot 500 ljudi. Novince so v glavnem pošiljali čez Savo na Dolenjsko, manj pa v 14. divizijo in v Kamniško-zasavski odred.
Kozjanski odred je imel v svoji sestavi tudi specialni vod, ustanovljen avgusta 1944 in minerski vod, ki je neprenehoma rušil komunikacije na Kozjanskem in železniško progo Dobova - Zidani Most - Celje. Prek radijske postaje so imeli zvezo z Glavnim štabom, IV. operativno cono in 14. divizijo. V lastni tehniki so tiskali glasilo Od Savinje do Sotle.
Dne 2. aprila 1945 so ustanovili posebno pohodno enoto, imenovano Kozjanska grupa; sestavljena je bila iz 2. bataljonov Kozjanskega odreda in bataljona Kozjanskega vojnega področja. Kozjanska grupa je po enomesečnem pohodu čez Hrvaško prišla v Prekmurje. Tu so izkušeni borci Kozjanske grupe sodelovali pri ustanavljanju komand mest v osvobojenem Prekmurju. Borci 1. in 2. bataljona so tvorili novo jedro pri ustanavljanju Prekmurske brigade in 5. bataljona 3. brigade narodne obrambe.
Po prihodu Kozjanske grupe v Prekmurje so na Kozjanskem 27. aprila 1945 ustanovili nov Kozjanski partizanski odred sestavljen iz 2 bataljonov. Odredu pa sta se nato priključila še Avstrijska četa in Ruski bataljon. Odred je 10. maja vkorakal v Celje in Štore 28. maja pa so ga razpustili in moštvo vključili v KNOJ.

## Komandanti odreda
- Marjan Jerin
- Janez Janežič
- Karel Žmavc
- Ivan Rožman